# Romain Combaud
Romain Combaud (Saint-Doulchard, 1 de abril de 1991) es un ciclista francés. Milita en las filas del conjunto Team Picnic PostNL.

## Palmarés
- Todavía no ha conseguido ninguna victoria como profesional.

## Resultados en Grandes Vueltas
| Carrera | Carrera         | 2015 | 2016 | 2017 | 2018 | 2019 | 2020 | 2021 | 2022  | 2023  | 2024 |
| ------- | --------------- | ---- | ---- | ---- | ---- | ---- | ---- | ---- | ----- | ----- | ---- |
|         | Giro de Italia  | —    | —    | —    | —    | —    | —    | —    | 104.º | —     | —    |
|         | Tour de Francia | —    | —    | —    | —    | —    | —    | —    | —     | —     | —    |
|         | Vuelta a España | —    | —    | —    | —    | —    | —    | —    | —     | 119.º | —    |

—: no participa

Ab.: abandono